# Aglaometra valida
Aglaometra valida är en sjöliljeart som först beskrevs av Carpenter 1888.  Aglaometra valida ingår i släktet Aglaometra och familjen Thalassometridae. Inga underarter finns listade i Catalogue of Life.